# Liar (песня Камилы Кабельо)
«Liar» (с англ. — «Лжец») — песня американо-кубинской певицы Камилы Кабельо с её второго студийного альбома Romance (2019).
Авторами поп-песни стали Камила Кабельо, Али Тампоси, Эндрю Уотт, Джон Беллион, Джордан Джонсон, Стефан Джонсон, Йенни Берггрен, Юнас Берггрен, Линн Берггрен, Ульф Экберг и Лайонел Ричи. Продюсированием занимались Уотт, The Monsters & Strangerz и Беллион. Он был выпущен Epic Records и Syco Music как двойной лид-сингл с «Shameless» 5 сентября 2019 года. Инструментарий «Liar» состоит из труб, бас-барабанов и валторн и содержит семплы песни Лайонела Ричи 1983 года «All Night Long (All Night)» и песни Ace of Base 1992 года «All That She Wants». В тексте песни рассказывается о вновь вспыхнувших чувствах Кабельо к бывшему партнёру.
Песня «Liar» заняла 21 место в британском чарте синглов, 31 место в австралийском чарте синглов ARIA и 52 место в американском чарте Billboard Hot 100. Он был сертифицирован как платиновый в Австралии, Бразилии, Канаде, Норвегии, Польше и США. Сопровождающий клип был снят режиссёром Дэйвом Мейерсом и изображает Кабельо в ловушке внутри временной петли. Петлю времени сравнивали с «Днём сурка» (1993) и «Русской куклой» (2019), а сам клип — с «Началом» (2010). Кабельо исполнила песню на нескольких телевизионных мероприятиях.

## История
1 сентября 2019 года Кабельо загрузила через социальные сети тизер о новом её альбоме под названием Romance. Первый официальный анонс появился 5 сентября 2019 года. Кабельо загрузила несколько фотографий обложки, которые были раскрыты и представлены в комнате музейного типа в последующей день. Официальная обложка сингла была обнародована в 4 сентября 2019 года.

## Композиция
«Liar» это песня, сочетающая ска-поп с элементами фламенко и Latin trap. Авторами песни являются Камила Кабельо, Али Тампоси, Эндрю Уотт, Джон Беллион, Джордан Джонсон, Стефан Джонсон, Йенни Берггрен, Юнас Берггрен, Линн Берггрен, Ульф Экберг и Лайонел Ричи, а продюсерами — Эндрю Уотт, The Monsters & Strangerz и Джон Беллион.

## Отзывы
Джон Парелес из «Нью-Йорк Таймс» написал в своем обзоре: «„Liar“ — это приятная смесь панкарибских и испанских мотивов, от труб мариачи до яркой электроники латин-трэпа, от рукоплесканий фламенко до припева ска-поп с переходом со скоростью поп-музыки». Он включил песню под номером 20 в свой список «54 лучших песен 2019 года» и выразил мнение, что это «легкомысленная простецкая песня о силе страсти», которая «работает проворно и глобально, чтобы удержать ускользающее внимание поп-музыкантов».

## Концертные исполнения
Кабельо дебютировала с живым исполнением «Liar» на музыкальном фестивале iHeartRadio 20 сентября 2019 года в качестве предпоследней песни в своём сет-листе. Кэти Аткинсон из Billboard отметила, что аранжировка песни подходит для живого исполнения, а Хейден Брукс из iHeartRadio посчитал её выступление с бэк-танцорами энергичным. Кабельо исполнила песню в Fillmore Miami Beach Convention Center на частном концерте, организованном Verizon Up 25 сентября 2019 года. Кабелло была одета в белый костюм, покрытый бинтами, с белыми каблуками и «длинными вьющимися локонами», когда она исполняла танец с покачиванием бедрами, в то время как на фоне экрана появлялись облака. 2 октября 2019 года она появилась в сегменте Live Lounge на BBC Radio 1, чтобы исполнить песню «Liar» и кавер на песню Льюиса Капальди 2018 года «Someone You Loved». Кабелло исполнила песню на шоу Грэма Нортона от 25 октября 2019 года, где она обняла Эмилию Кларк после выступления. Кабельо исполнила «Liar» на iHeartRadio Jingle Ball в Нью-Йорке 13 декабря 2019 года, надев жемчужный корсет с латексными штанами. Во время серии виртуальных концертов под названием «Priceless Experiences at Home», которая вышла 15 июля 2020 года, Кабельо исполнила «Liar» в фортепианном попурри с «Señorita» и «My Oh My», включив несколько вокальных слоев
Во время мирового турне Born Pink World Tour южнокорейской группы Blackpink участница Джису исполнила сольный кавер на песню «Liar» в красном наряде, что было положительно воспринято Кабельо. Во время турне на стадионе Banc of California в Лос-Анджелесе 19 ноября 2022 года Джису исполнила песню вместе с Кабельо, причем последняя появилась в индивидуальном наряде под брендом Blackpink.

## Список треков
- Радио-сингл[31]

| №                   | Название              | Длительность |
| ------------------- | --------------------- | ------------ |
| 1.                  | «Liar» (Radio single) | 3:27         |
| Общая длительность: | Общая длительность:   | 3:27         |

## Участники записи
По данным Tidal и. Лайонел Ричи и четверо членов шведской группы Ace of Base указаны в качестве соавторов. В песен «Liar» использованы мелодии из хита Лайонела Ричи 1983 года «All Night Long (All Night)» и песни 1992 single «All That She Wants» группы Ace of Base, написанной Ульфом Экбергом, Линн Катариной Берггрен, Йенни Сесилией Берггрен и Юнасом Берггреном.
- Камила Кабельо — вокал, автор
- Stefan Johnson — автор
- Jordan K. Johnson — автор
- Лайонел Ричи — автор
- Линн Катарин Берггрен — автор
- Йенни Сесилия Берггрен — автор
- Юнас Берггрен — автор
- Ульф Экберг — автор
- Jon Bellion — сопродюсер
- Andrew Watt — автор, клавишные, гитара
- Serban Ghenea — микширование
- Paul LaMalfa — звукоинженер
- Ali Tamposi — автор
- Jon Bellion — автор
- The Monsters & Strangerz — клавишные, авторы, продюсеры